# Maymena sbordonii
Espèce
Maymena sbordonii est une espèce d'araignées aranéomorphes de la famille des Mysmenidae.

## Distribution
Cette espèce est endémique du Chiapas au Mexique,.

## Étymologie
Cette espèce est nommée en l'honneur de Valerio Sbordoni.

## Publication originale
- Brignoli, 1974 : Notes on spiders, mainly cave-dwelling, of southern Mexico and Guatemala (Araneae). Quaderna Accademia Nazionale dei Lincei, vol. 171, no 2, p. 195-238.